# Biserica reformată din Ulieș

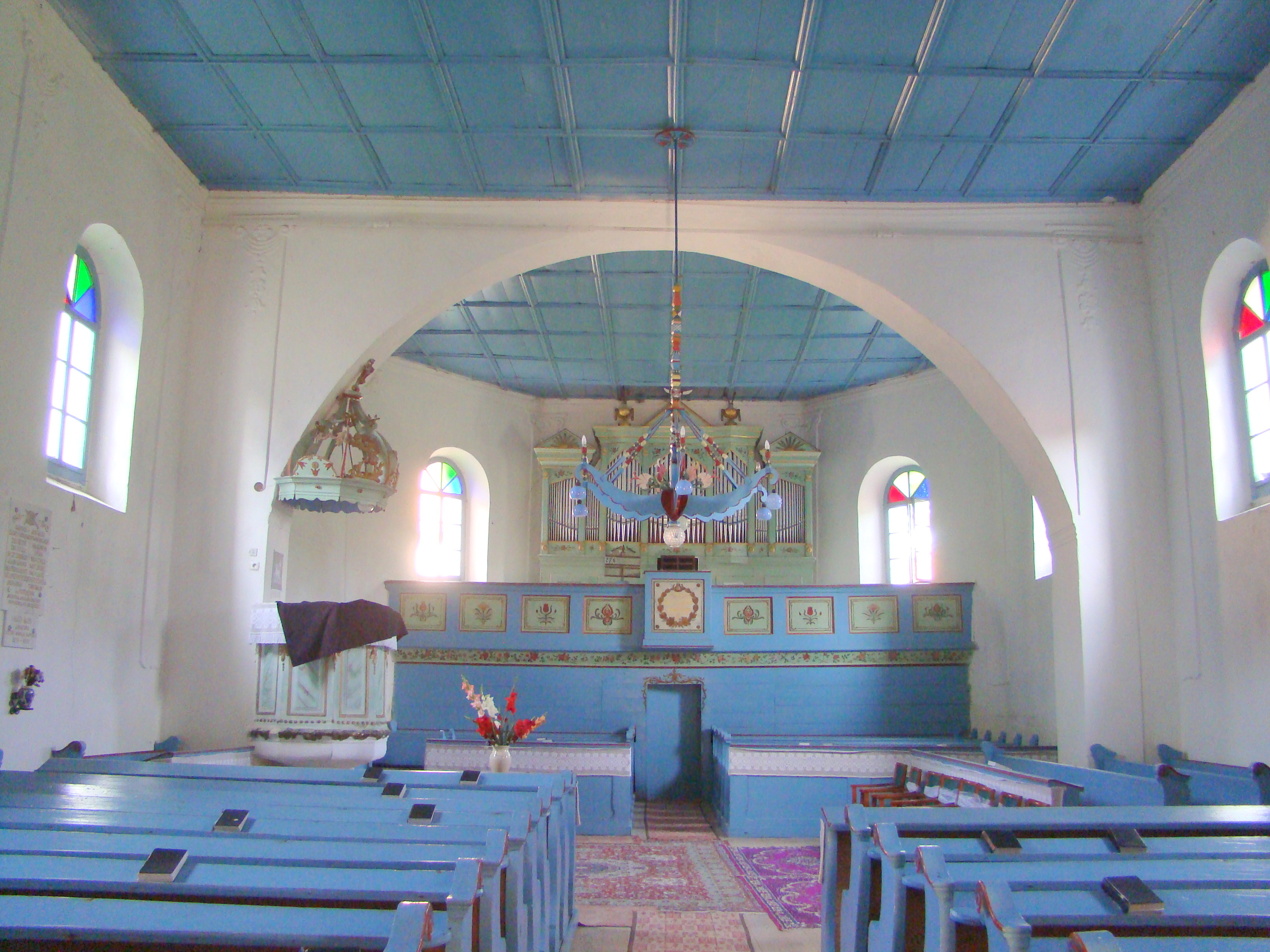
Interiorul bisericii-sală

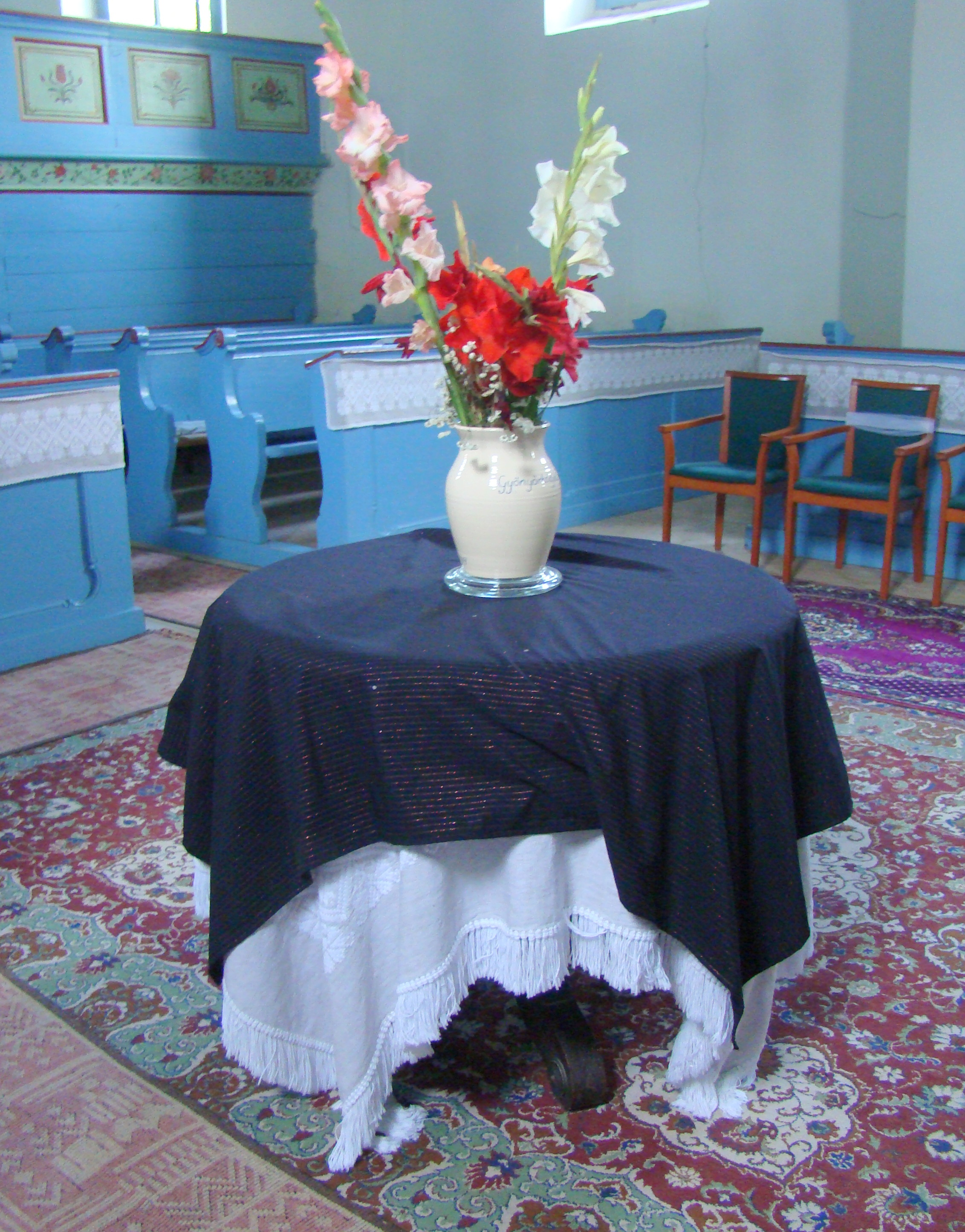
Masa Domnului

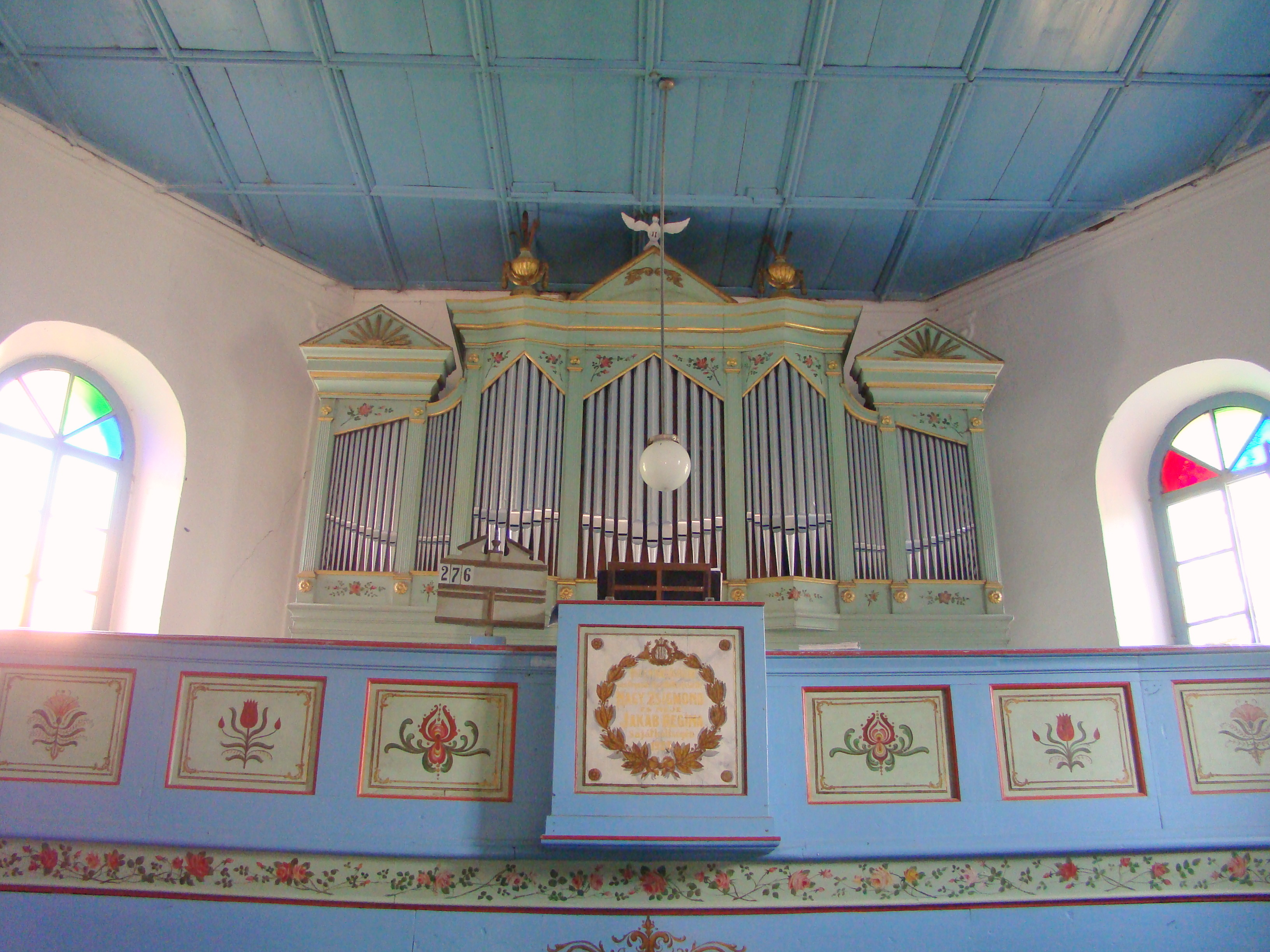
Orga bisericii

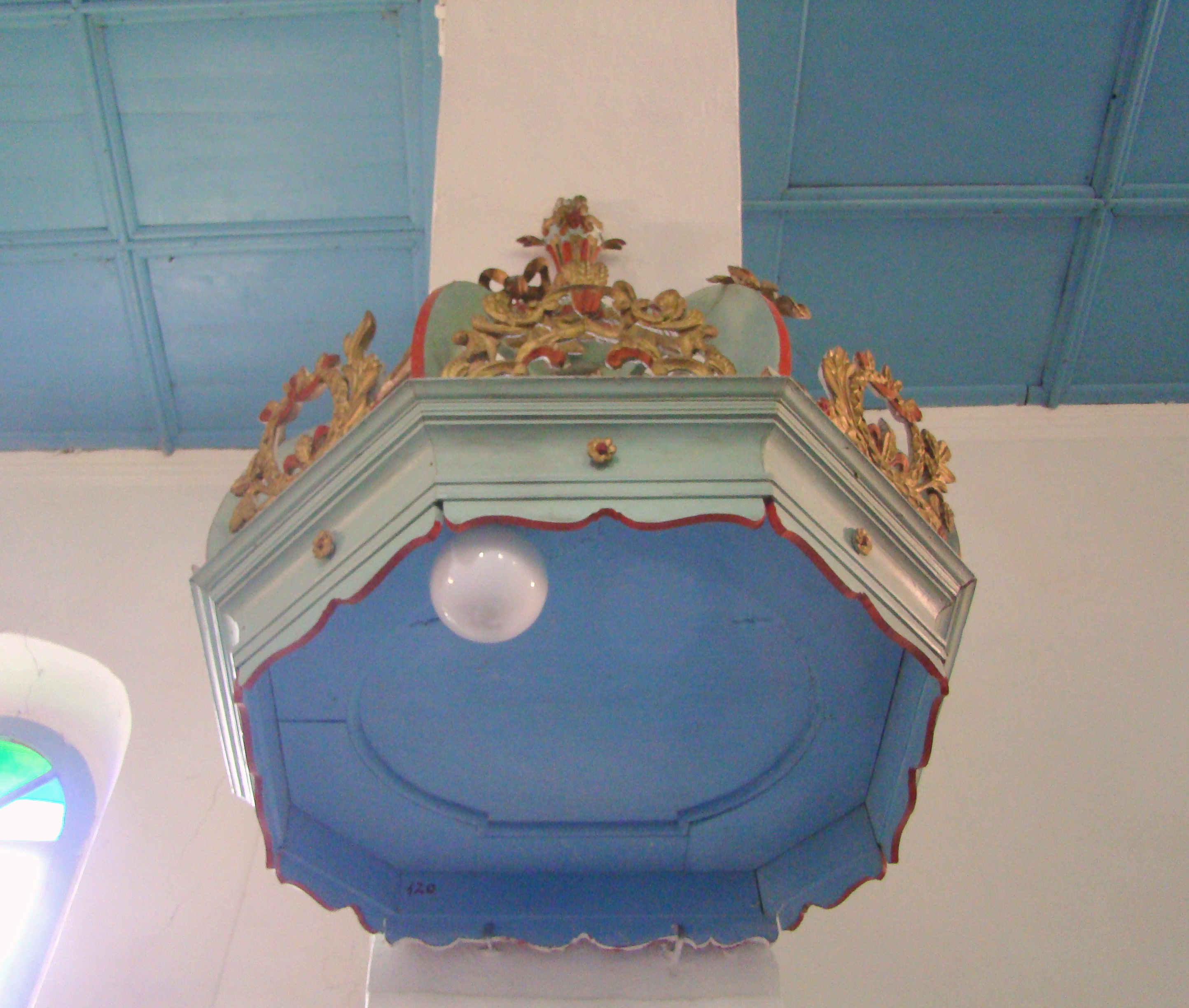
Coronamentul amvonului

Biserica reformată din Ulieș, comuna Ulieș, județul Harghita, datează din anul 1798. Biserica se află pe lista monumentelor istorice sub codul LMI: cod LMI HR-II-m-B-12999. 

## Localitatea
Ulieș (în maghiară Kányád) este satul de reședință al comunei cu același nume din județul Harghita, Transilvania, România.

## Biserica
Biserica medievală a localității este menționată în scris pentru prima dată în registrele cu dijmele papale plătite de preoții din arhidieceza de Telegd, districtul Erdőhát, în anii 1333 și 1334. În acești ani este menționat și preotul din Ulieș în modul următor:
1333: „Item Stephanus sacerdos de Kanad solvit II. banales.”
1334: „Item Stephanus sacerdos de Kanad solvit II. banales antiquos.”
Această biserică devine neîncăpătoare în secolul XVII. Se construiește o biserică nouă, care la rândul ei va fi demolată și se ridică biserica actuală în anul 1798.
Biserica se află în marginea estică a localității, în partea de sud a drumului județean 133, care străbate localitatea din direcția Daia Secuiască – Ighiu – Iașu spre Dârjiu. Este o biserică de tip sală, ridicată pe axa est-vest. Pe latura estică are o absidă cu închidere poligonală, fațada vestică fiind marcată de un turn înalt, cu baza de formă patrulateră.

## Imagini din exterior

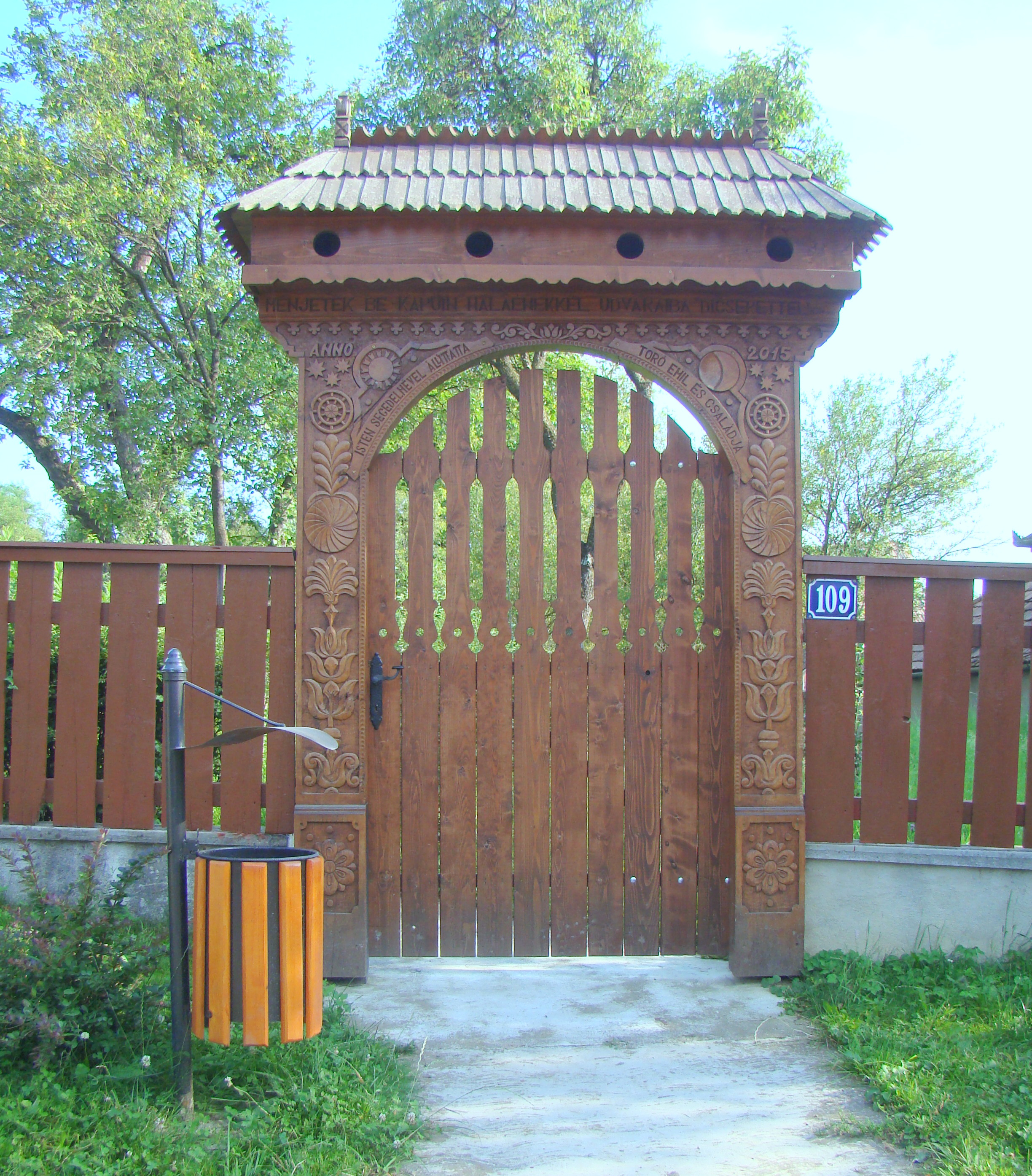
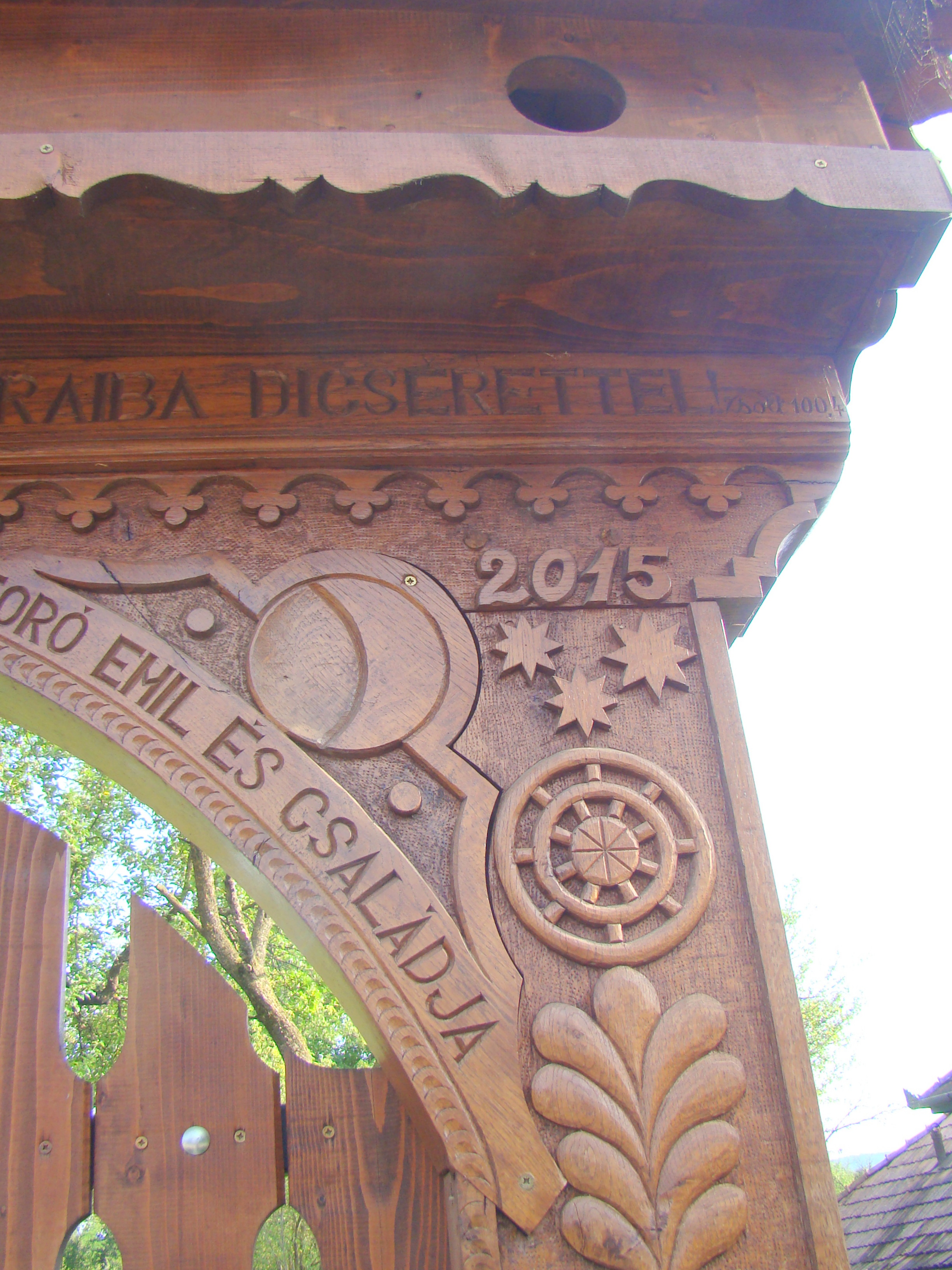
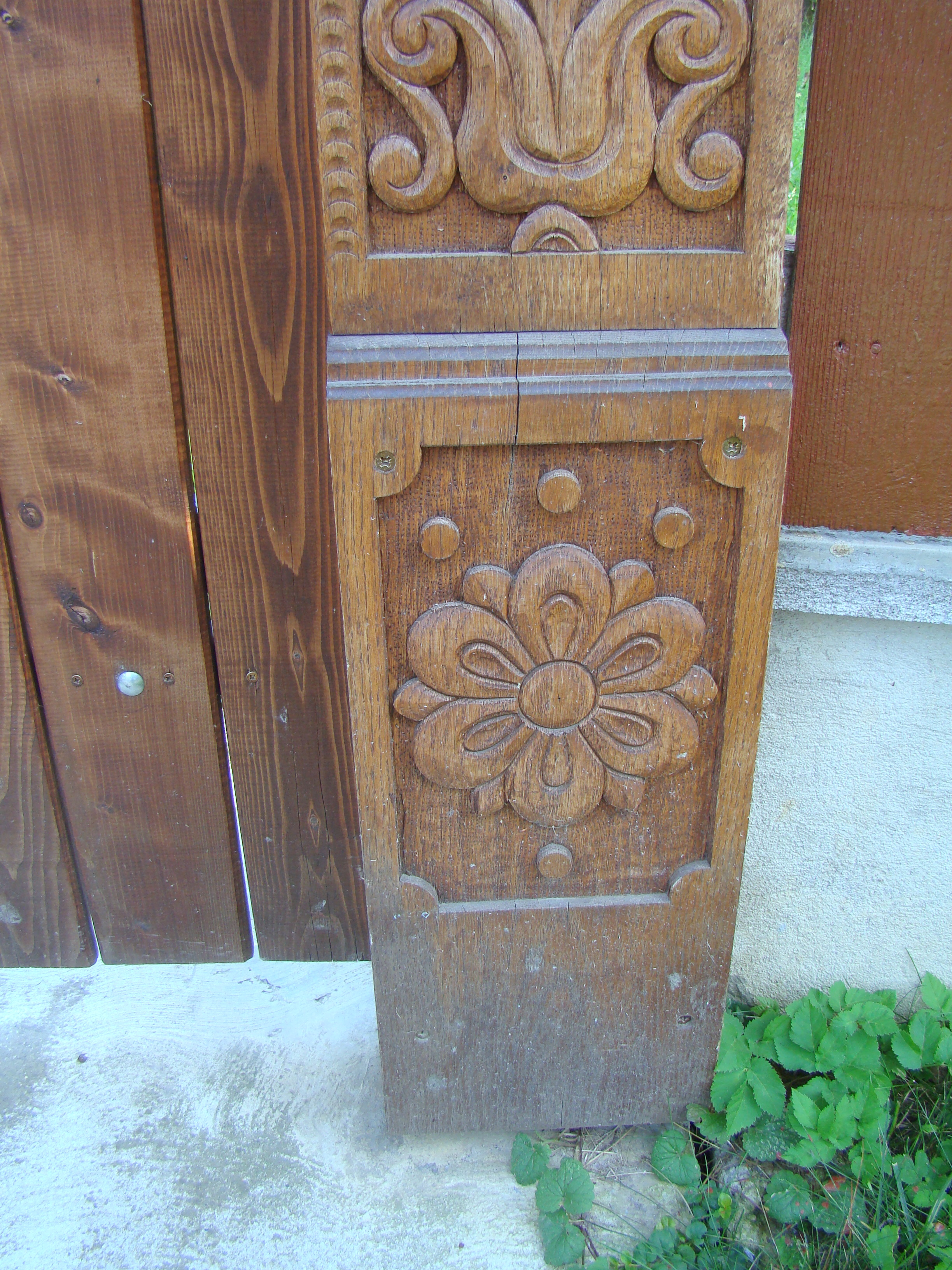
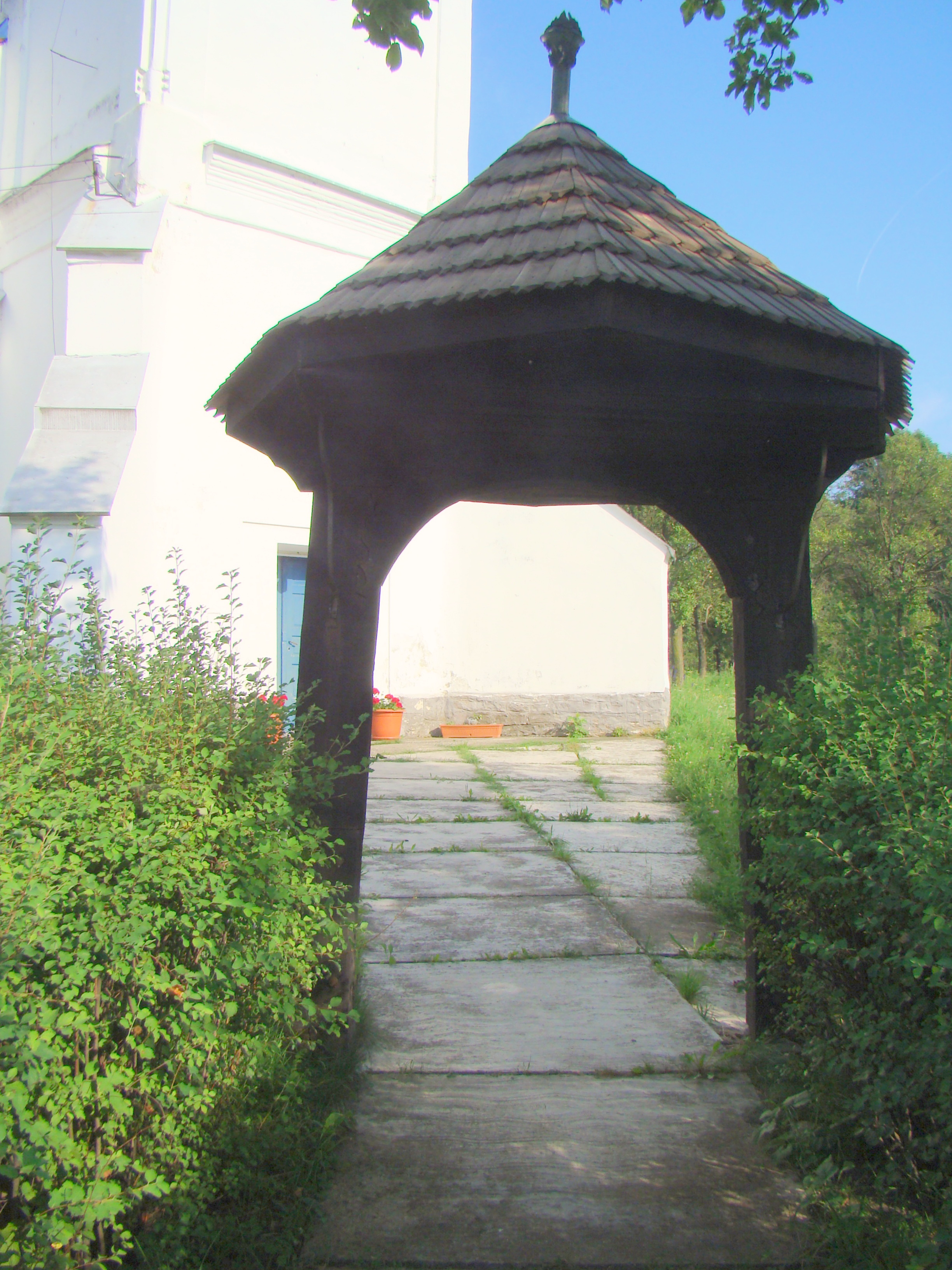
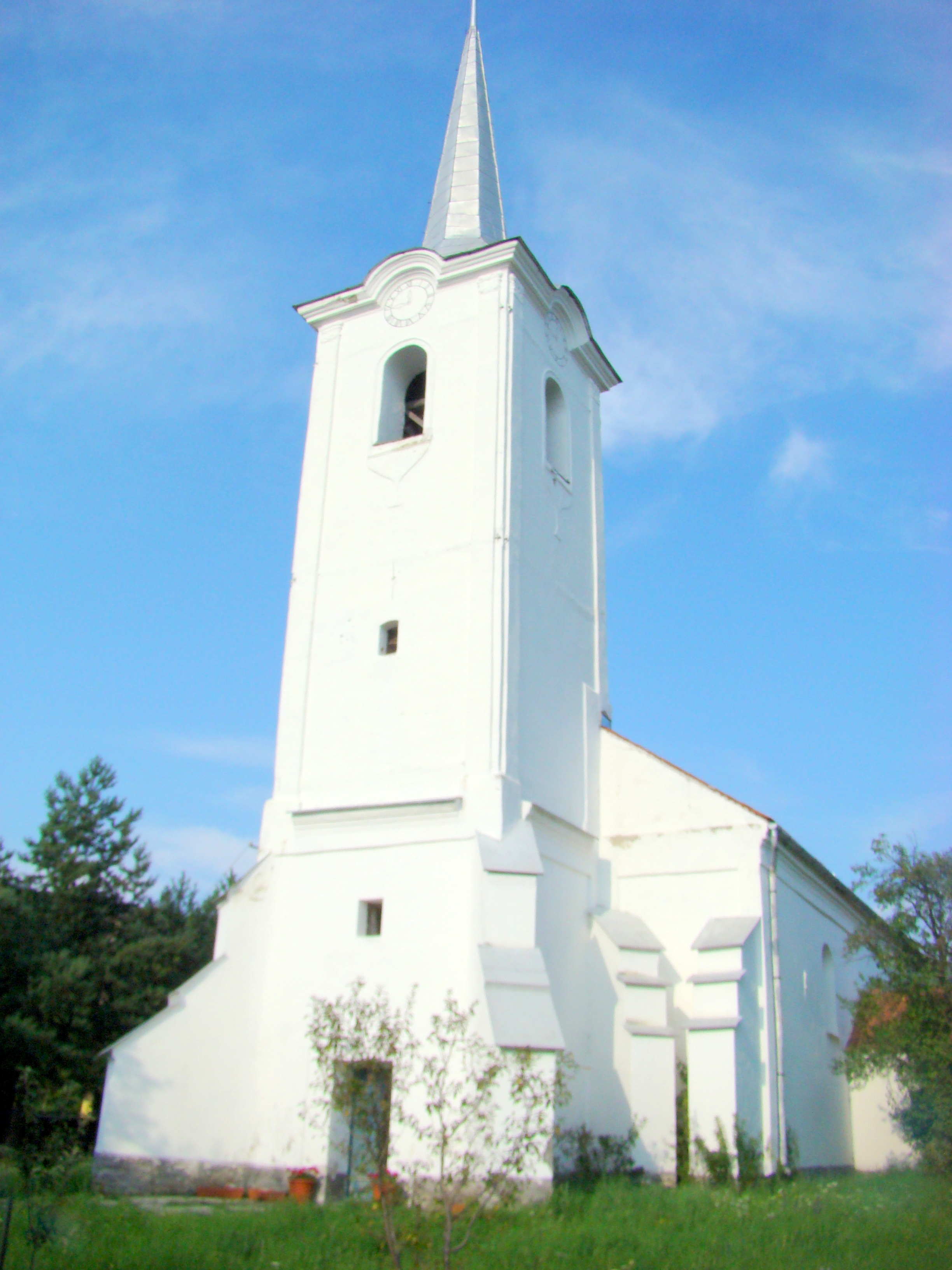
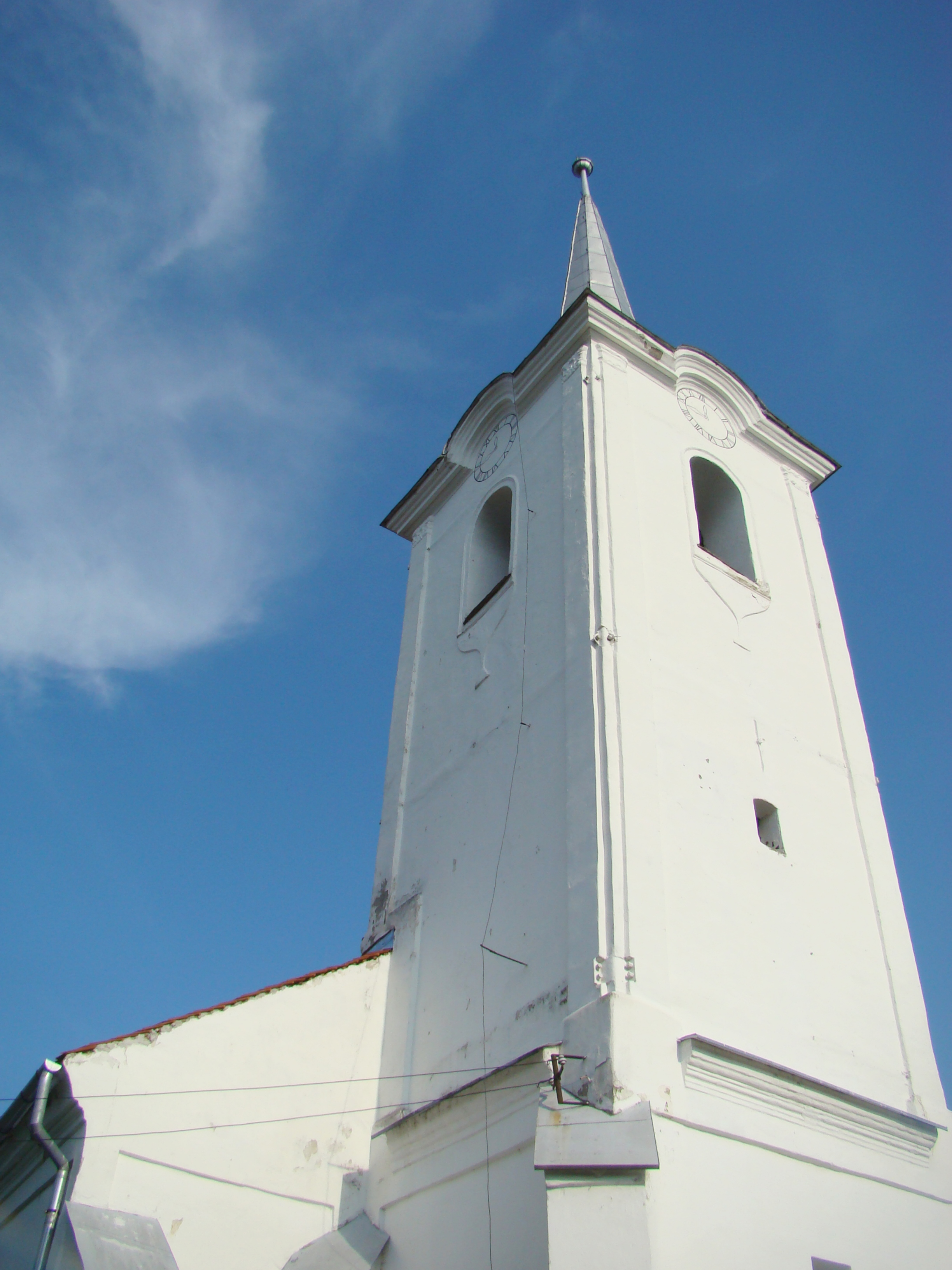
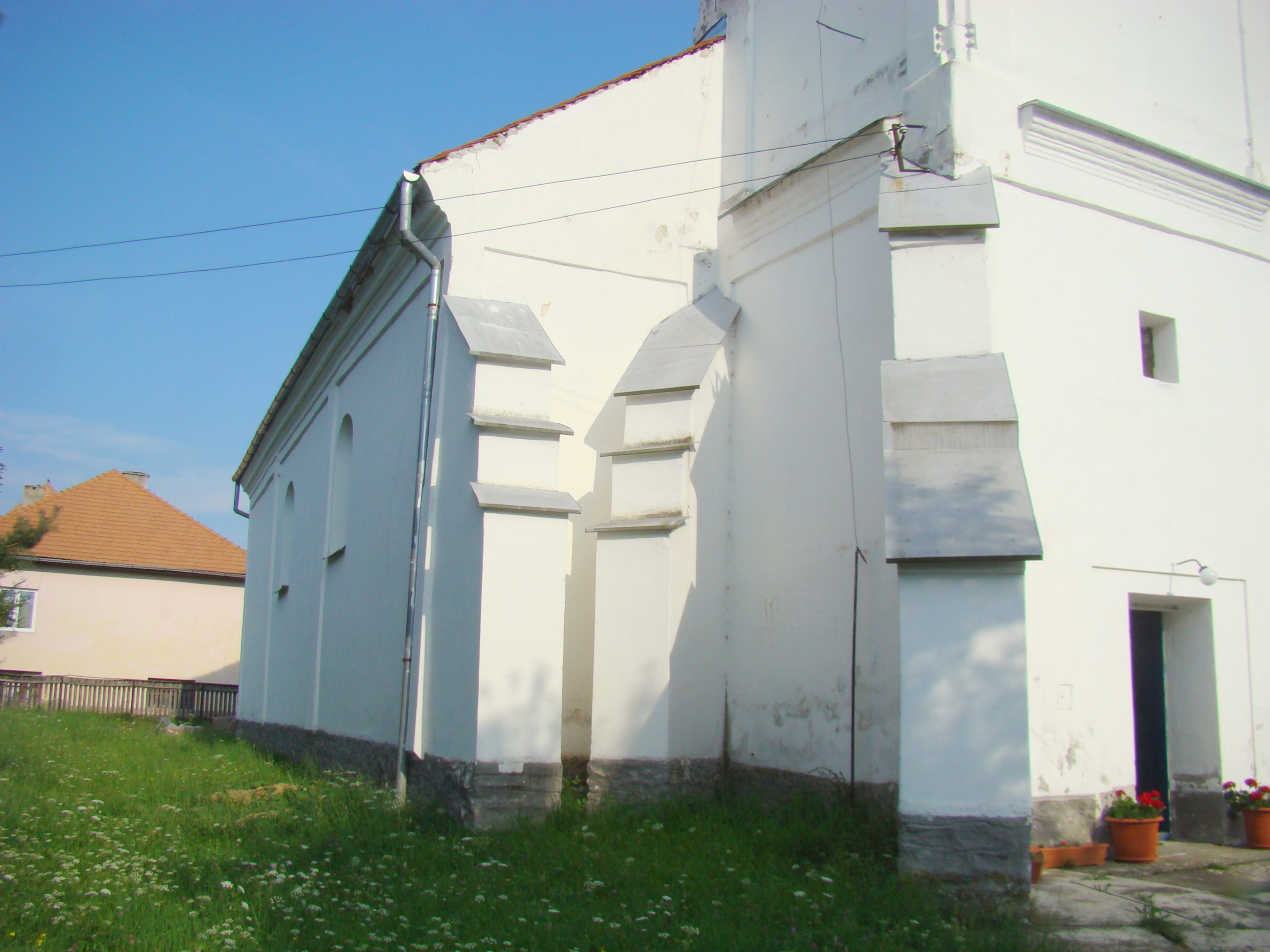
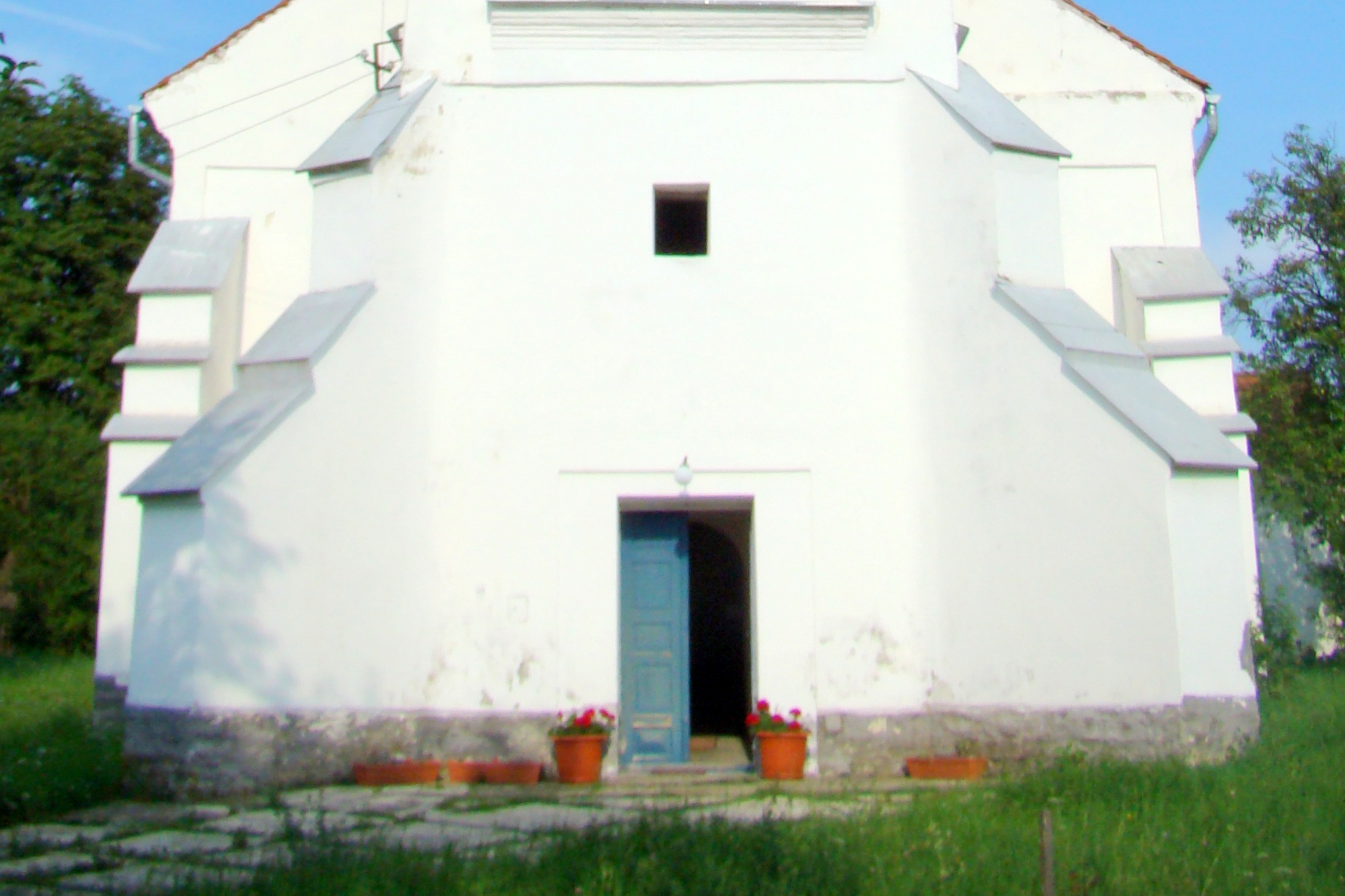
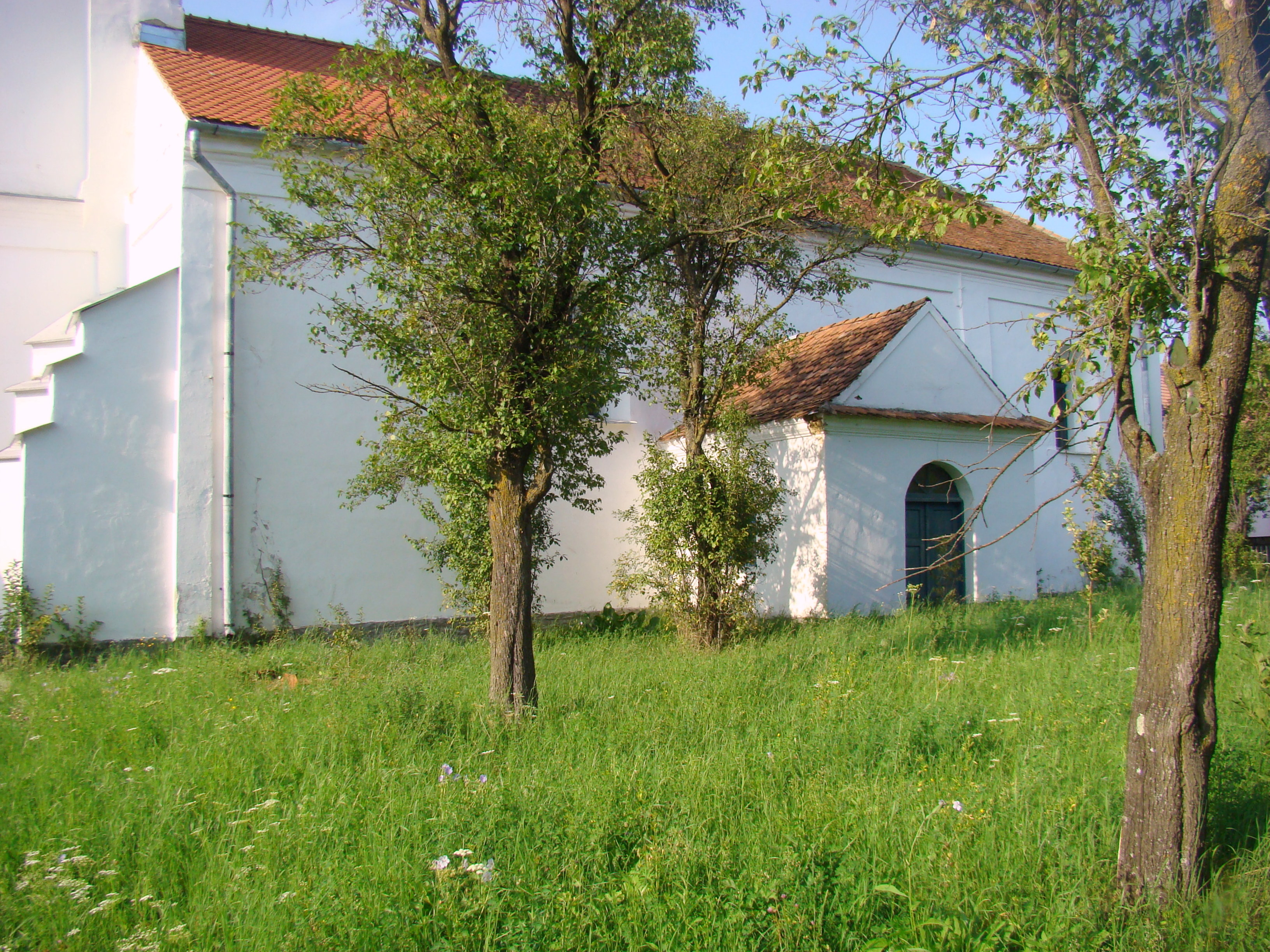
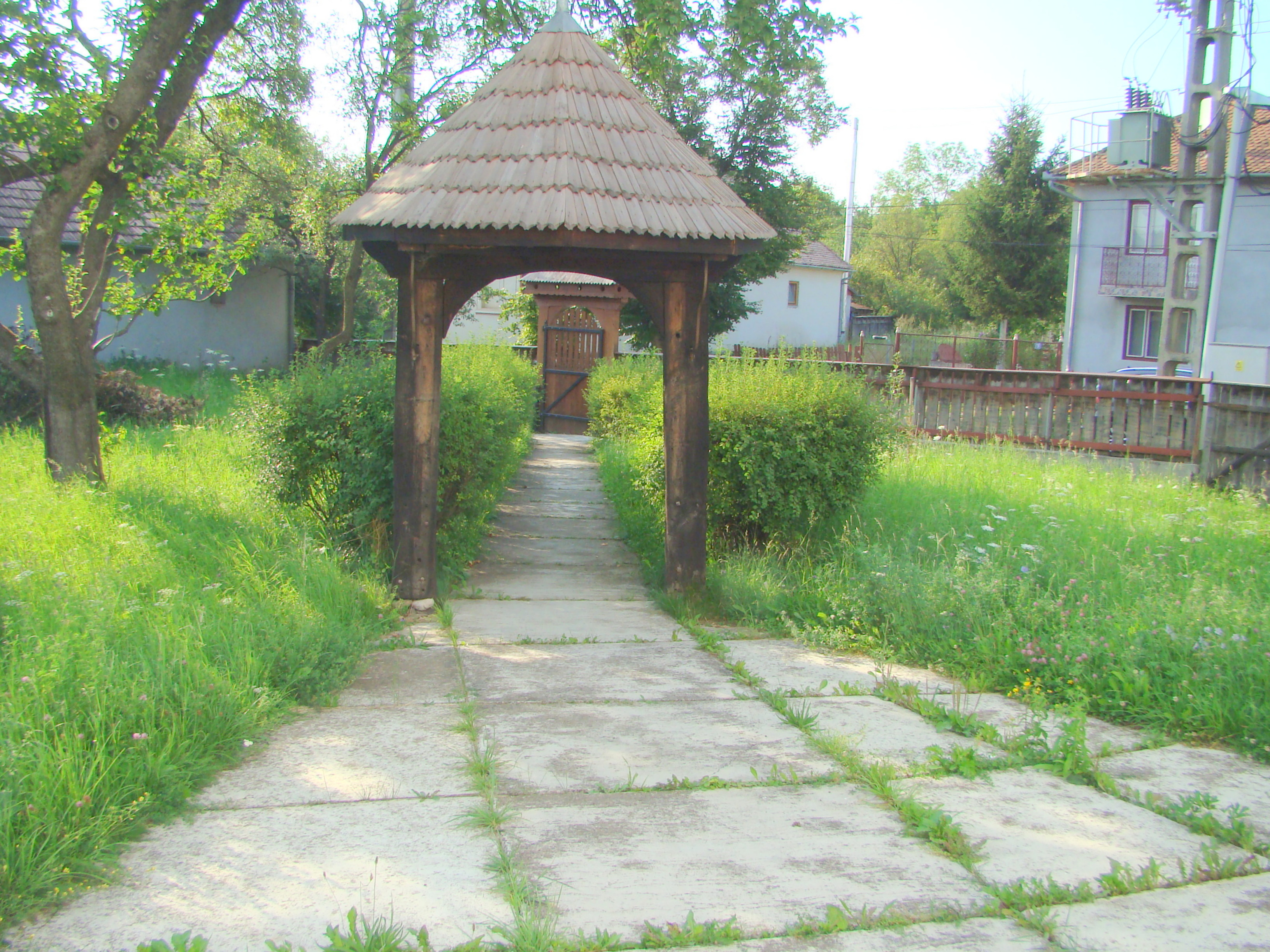

## Imagini din interior

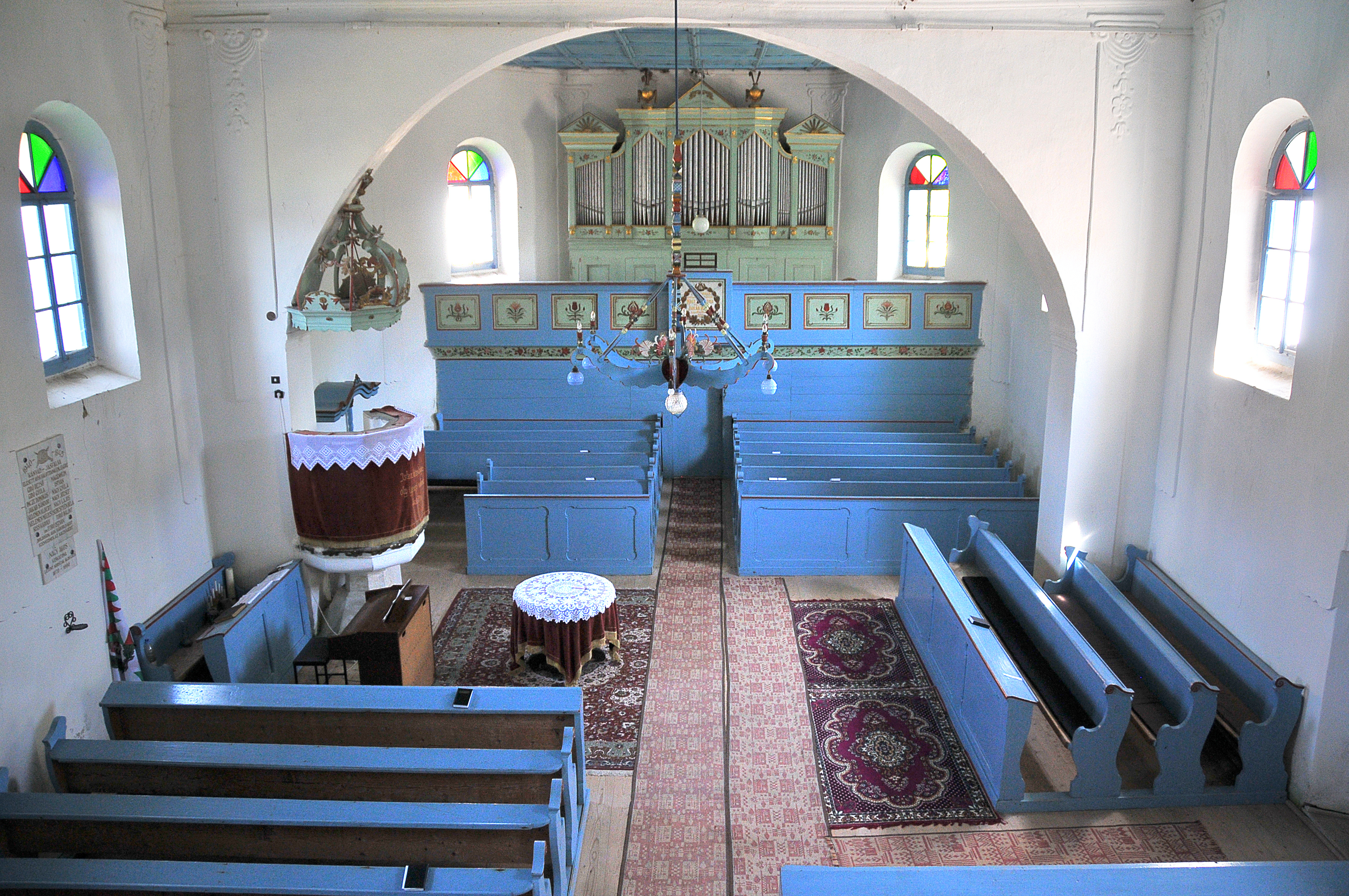
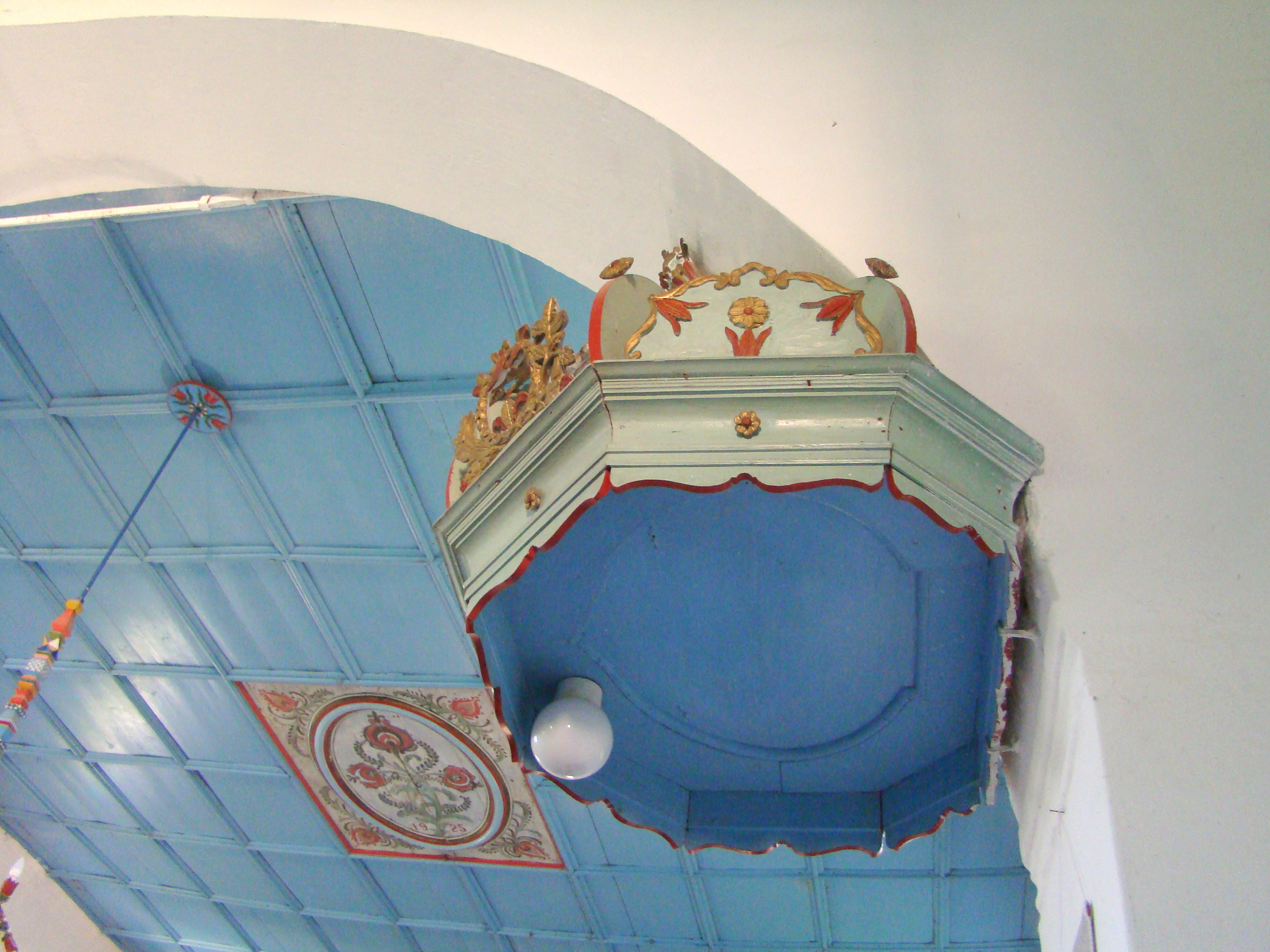
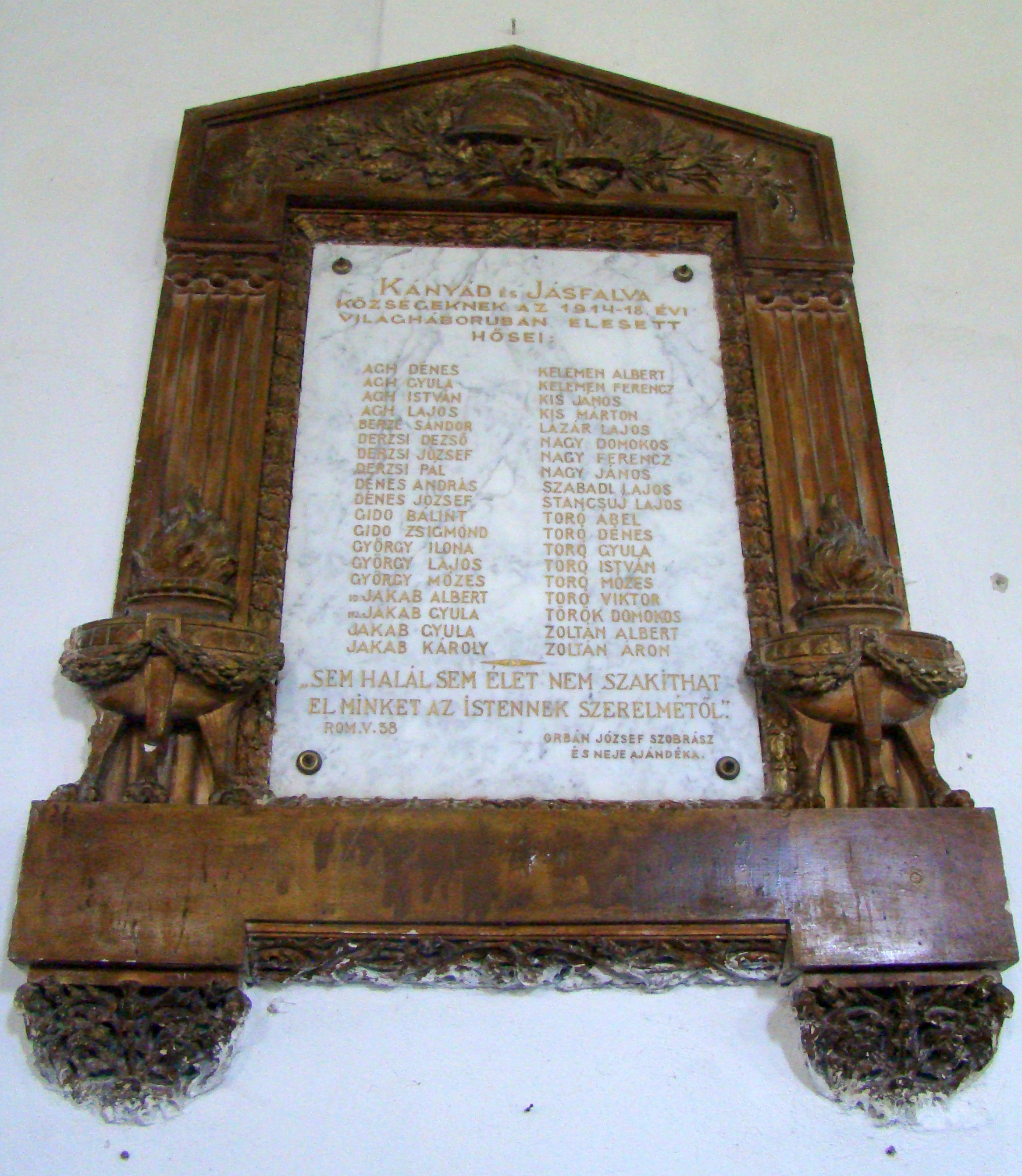
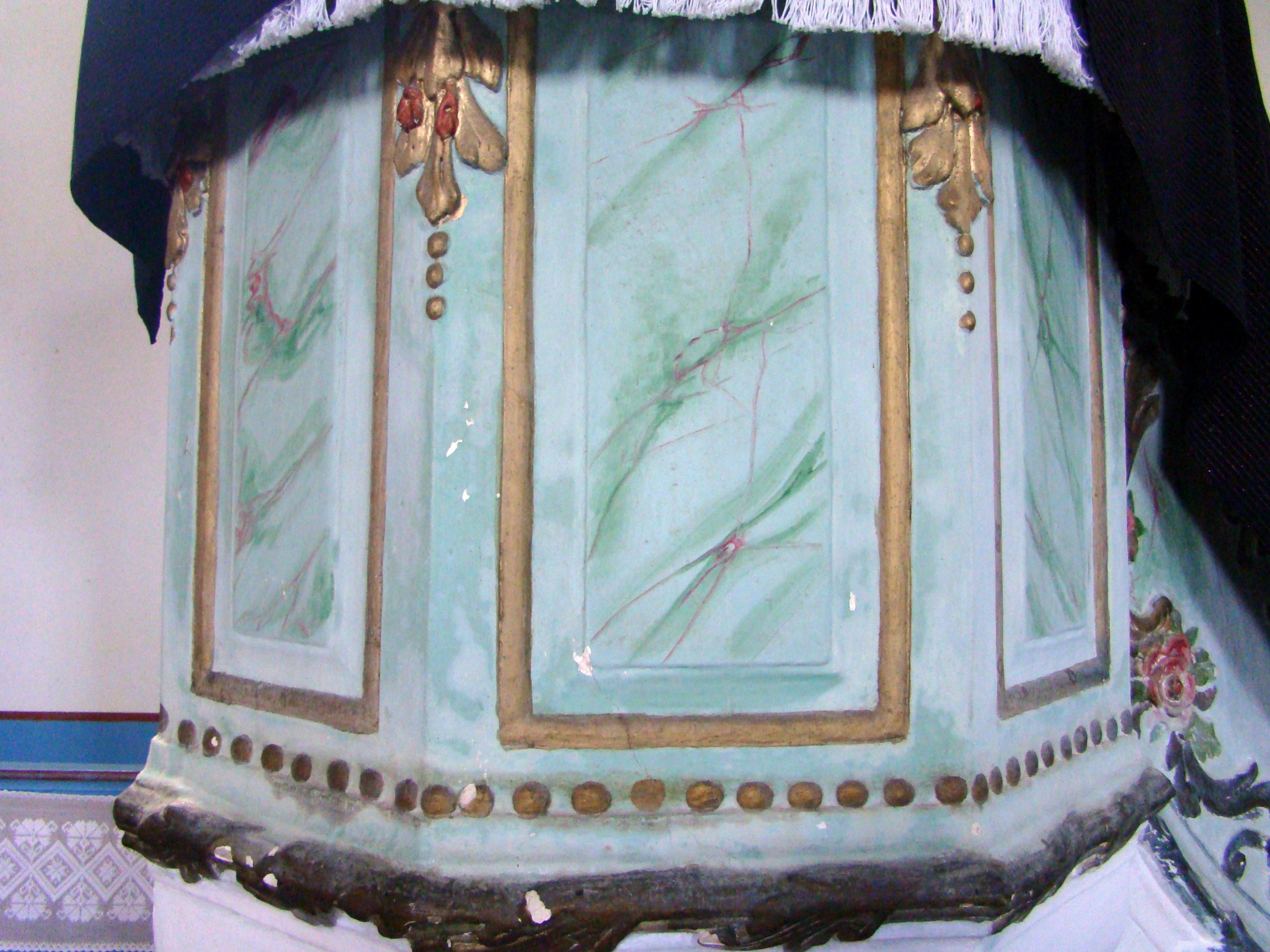
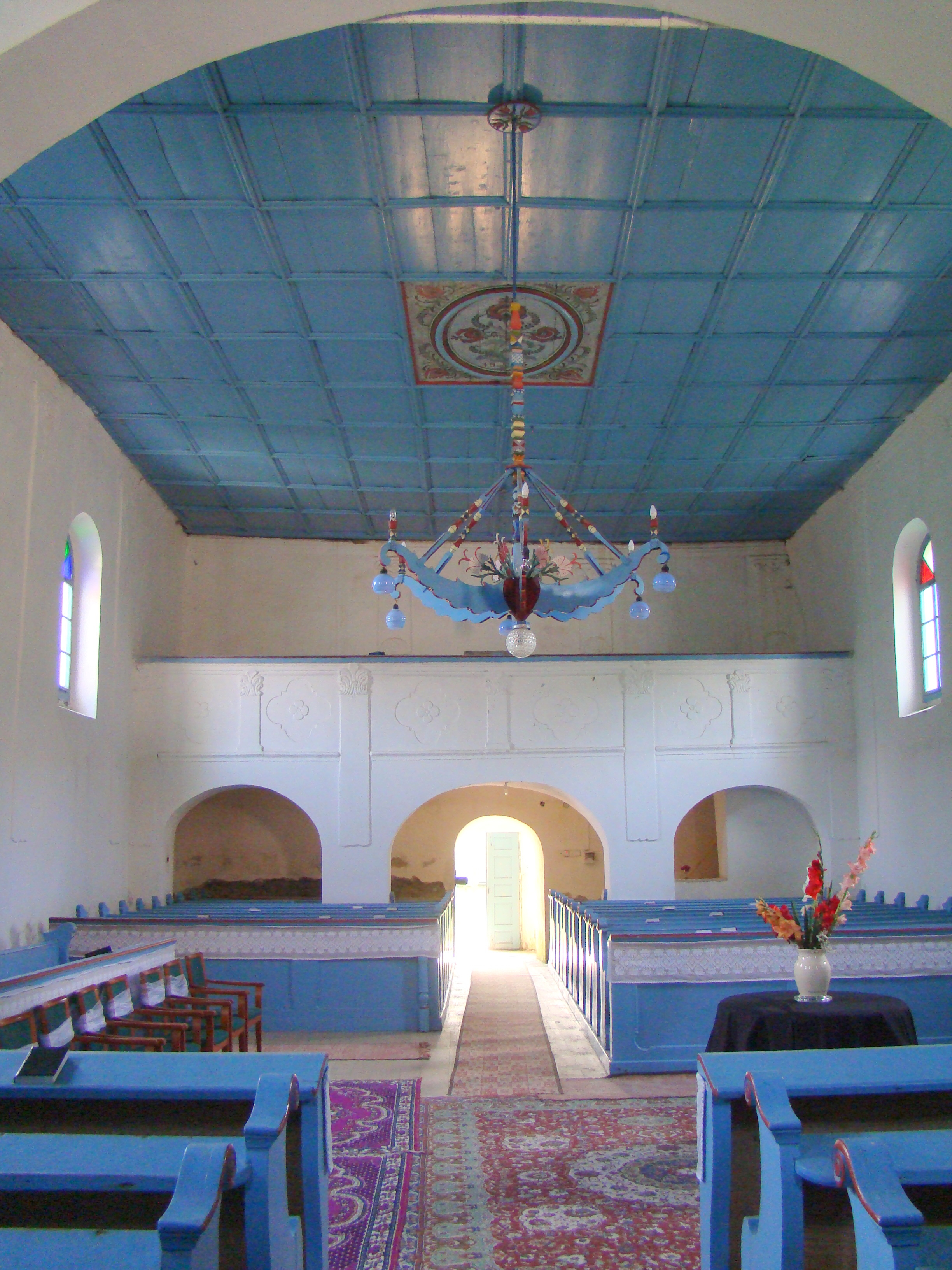
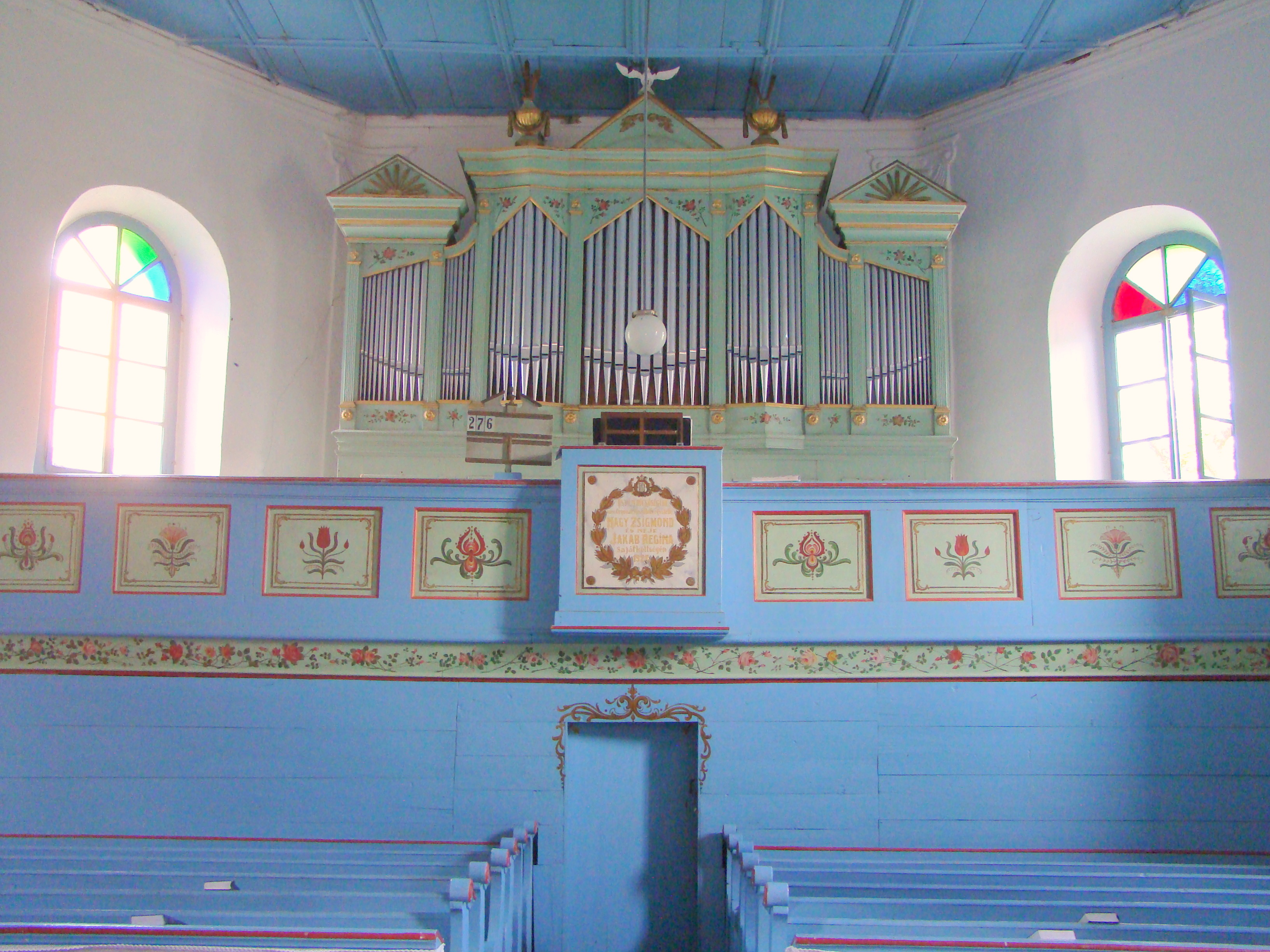
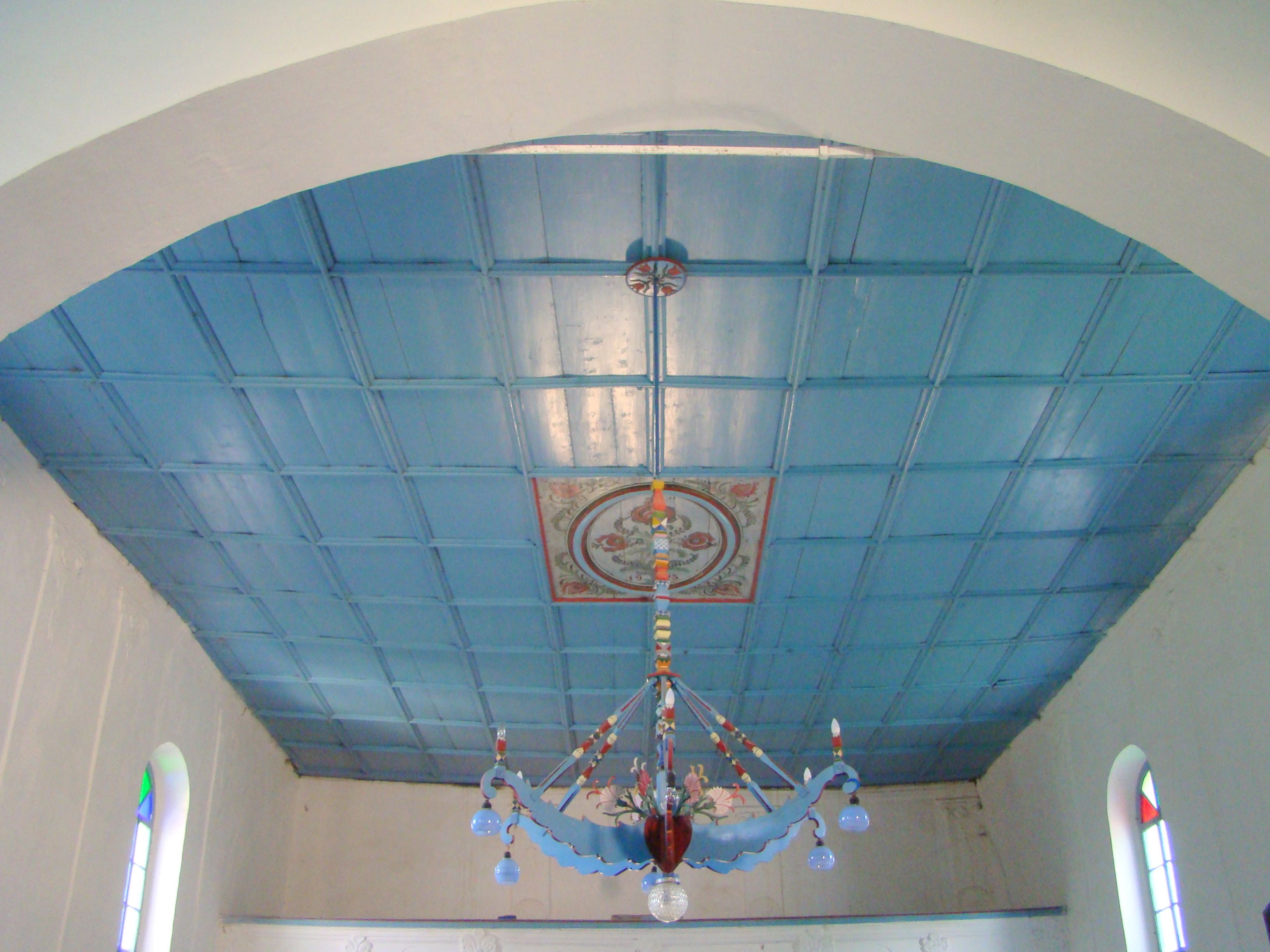
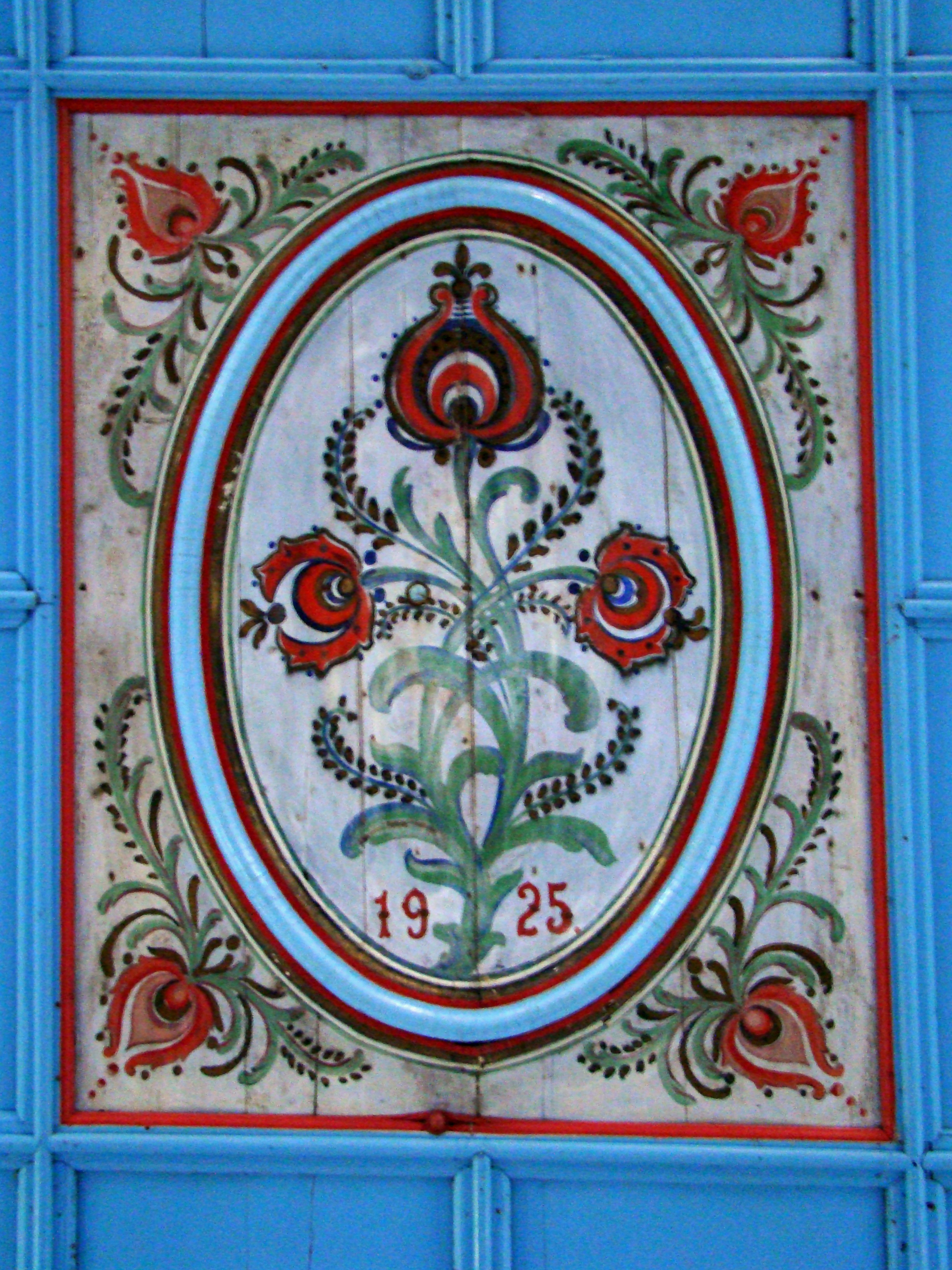
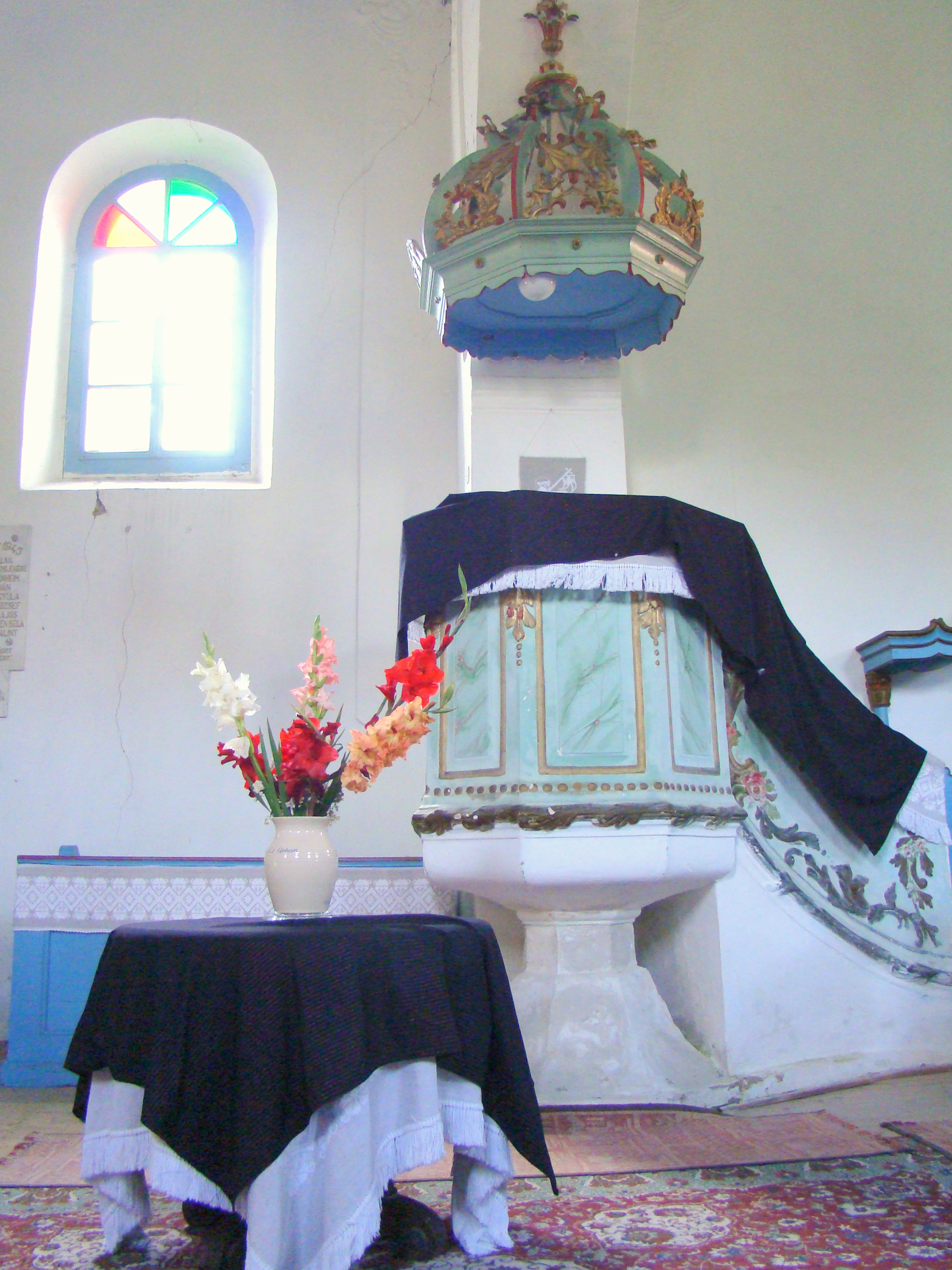
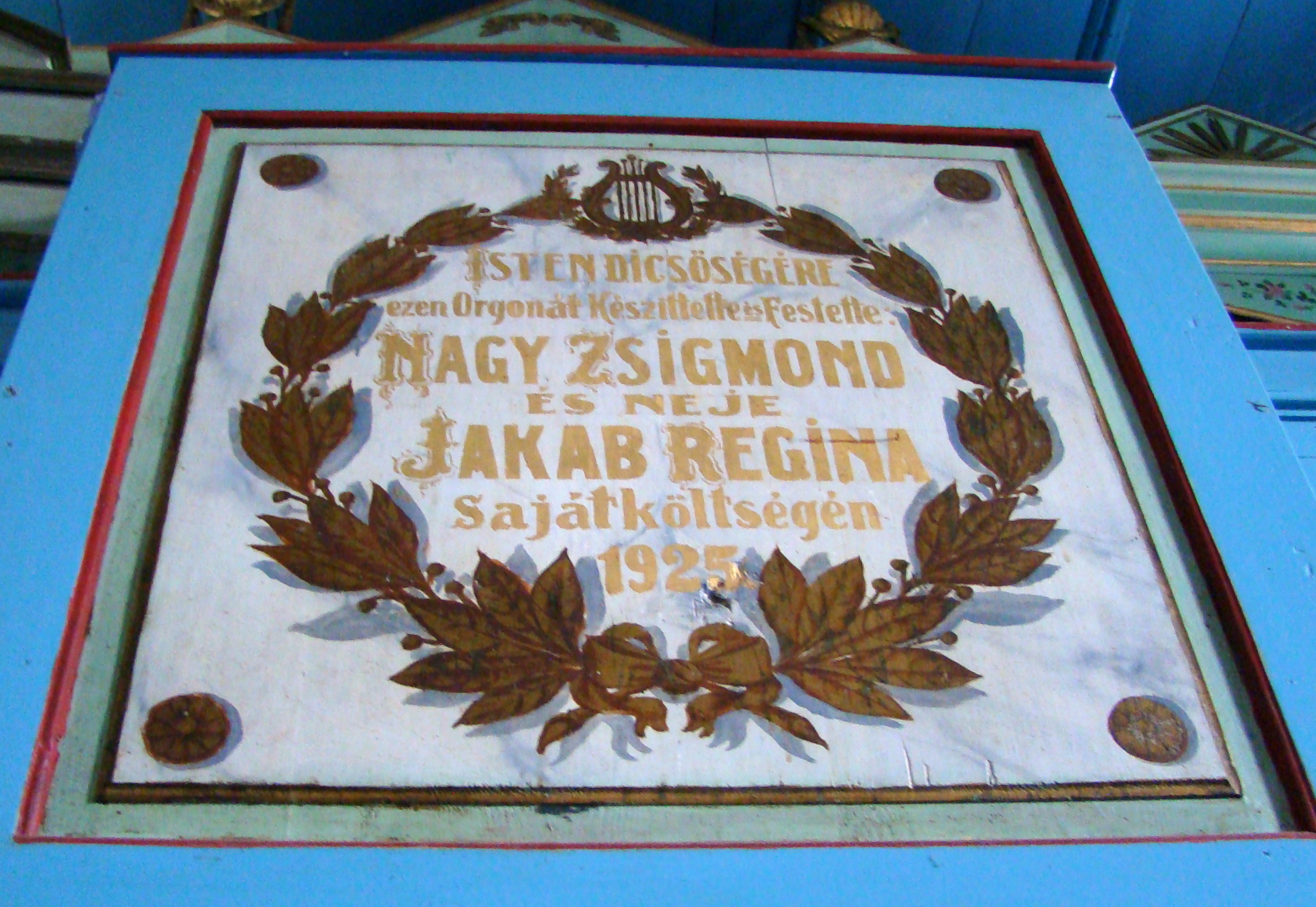
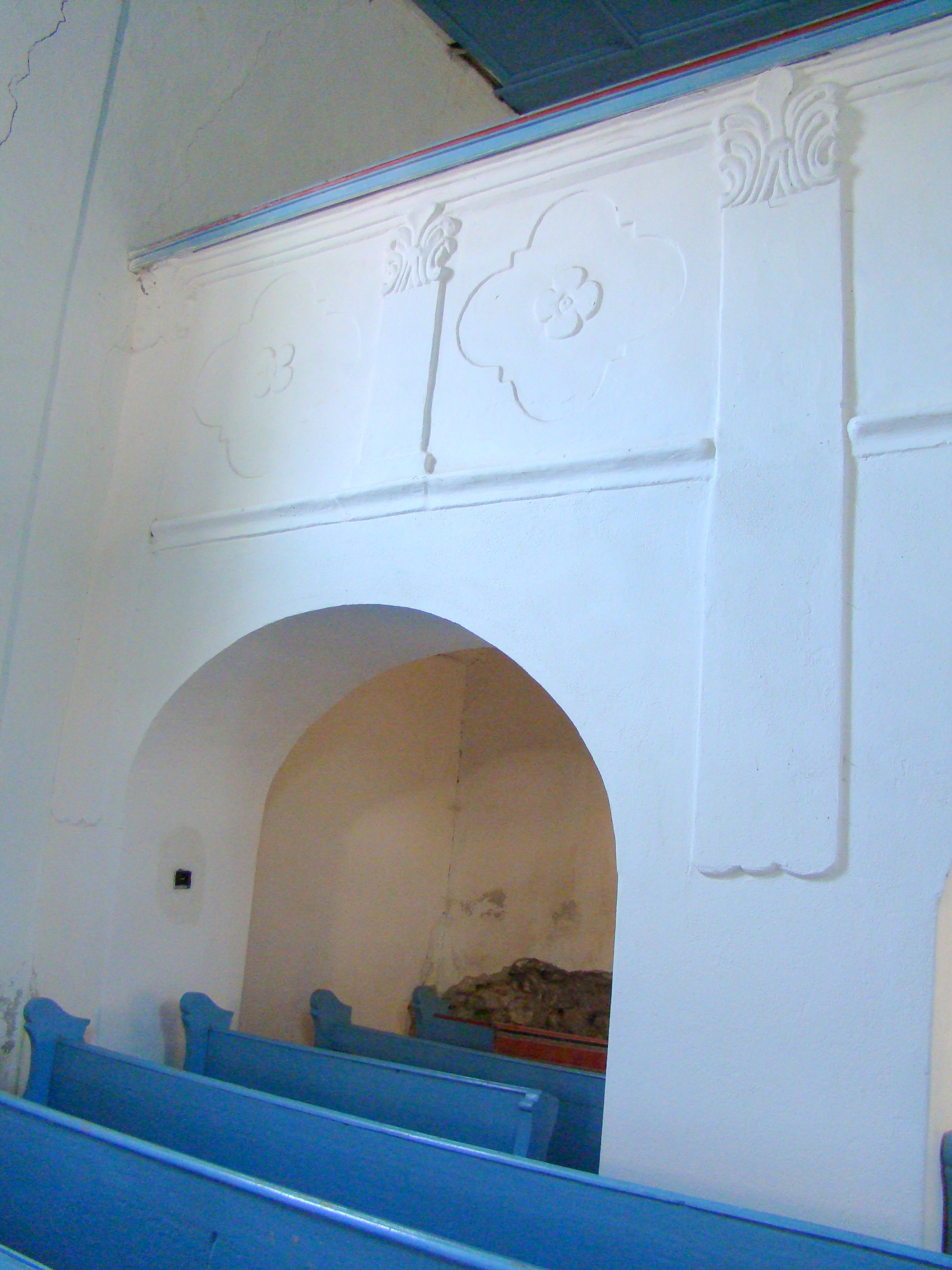
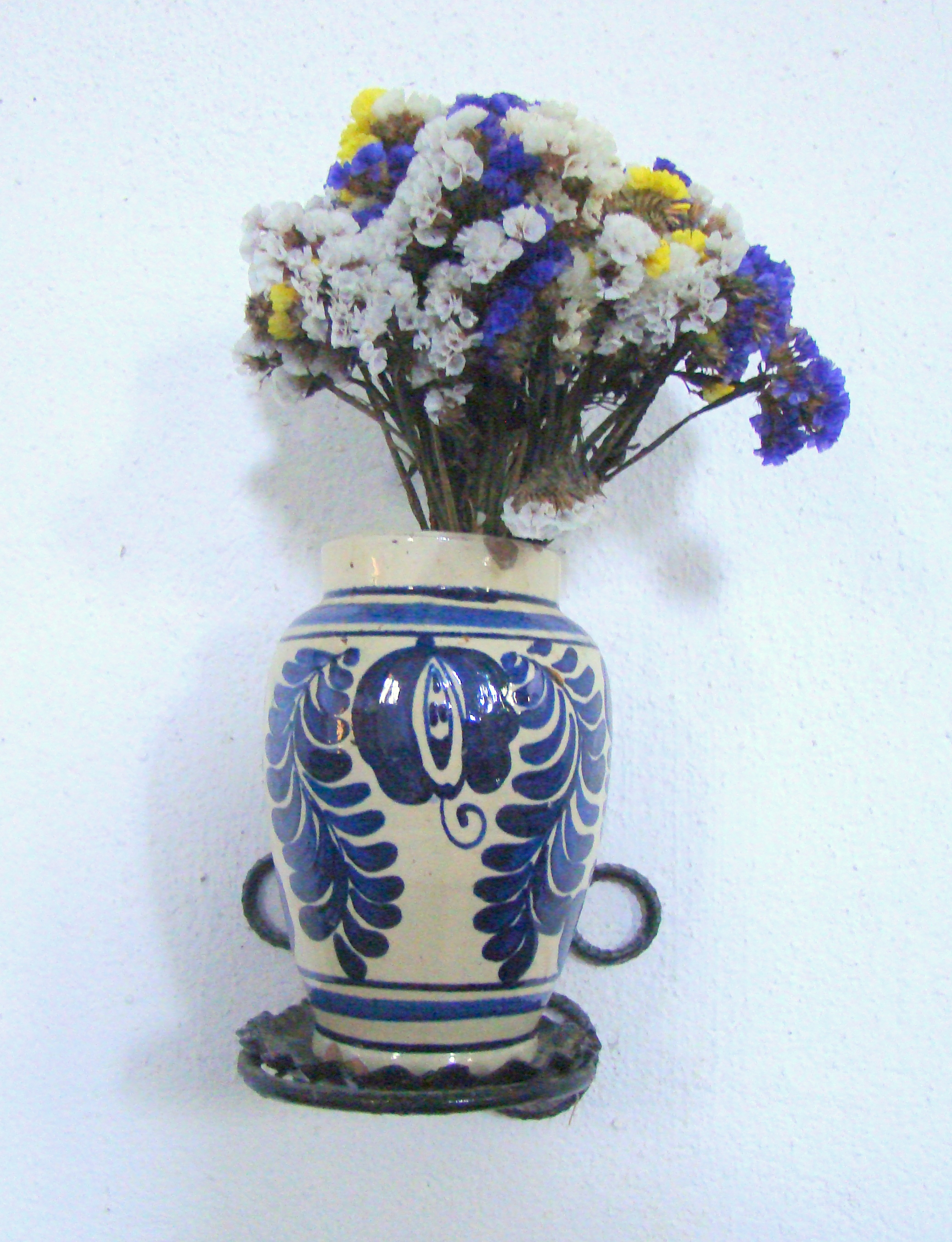
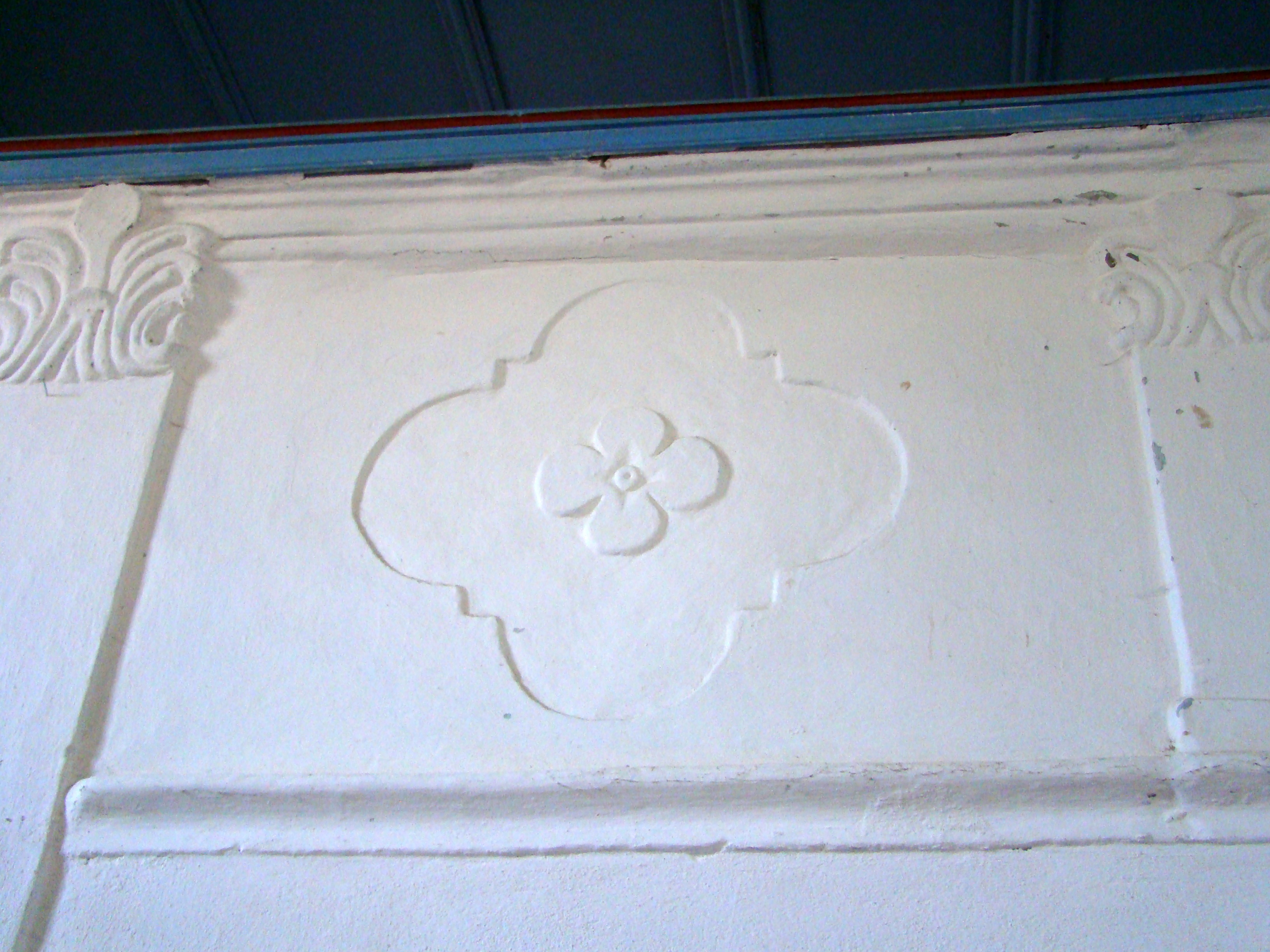
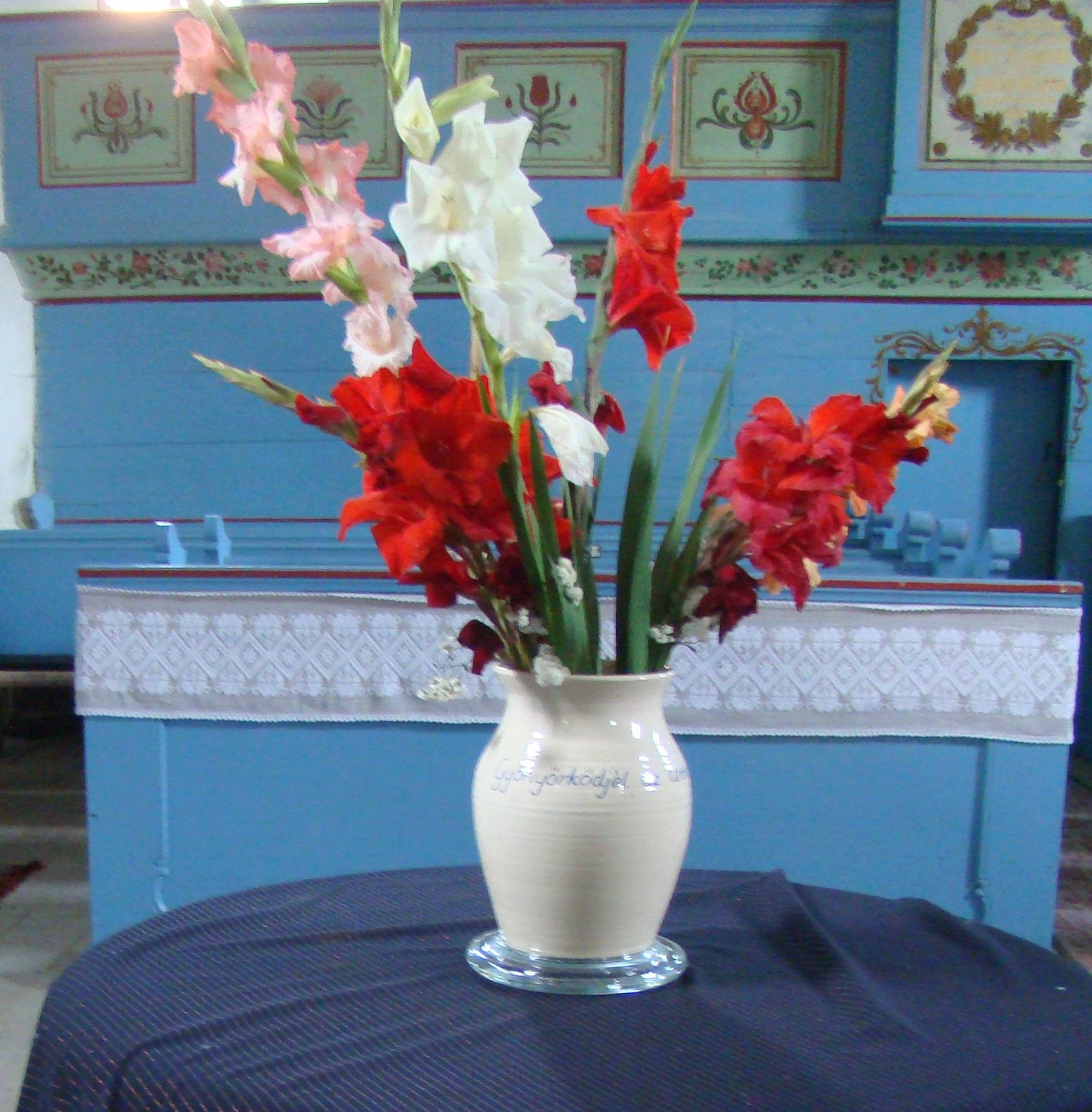
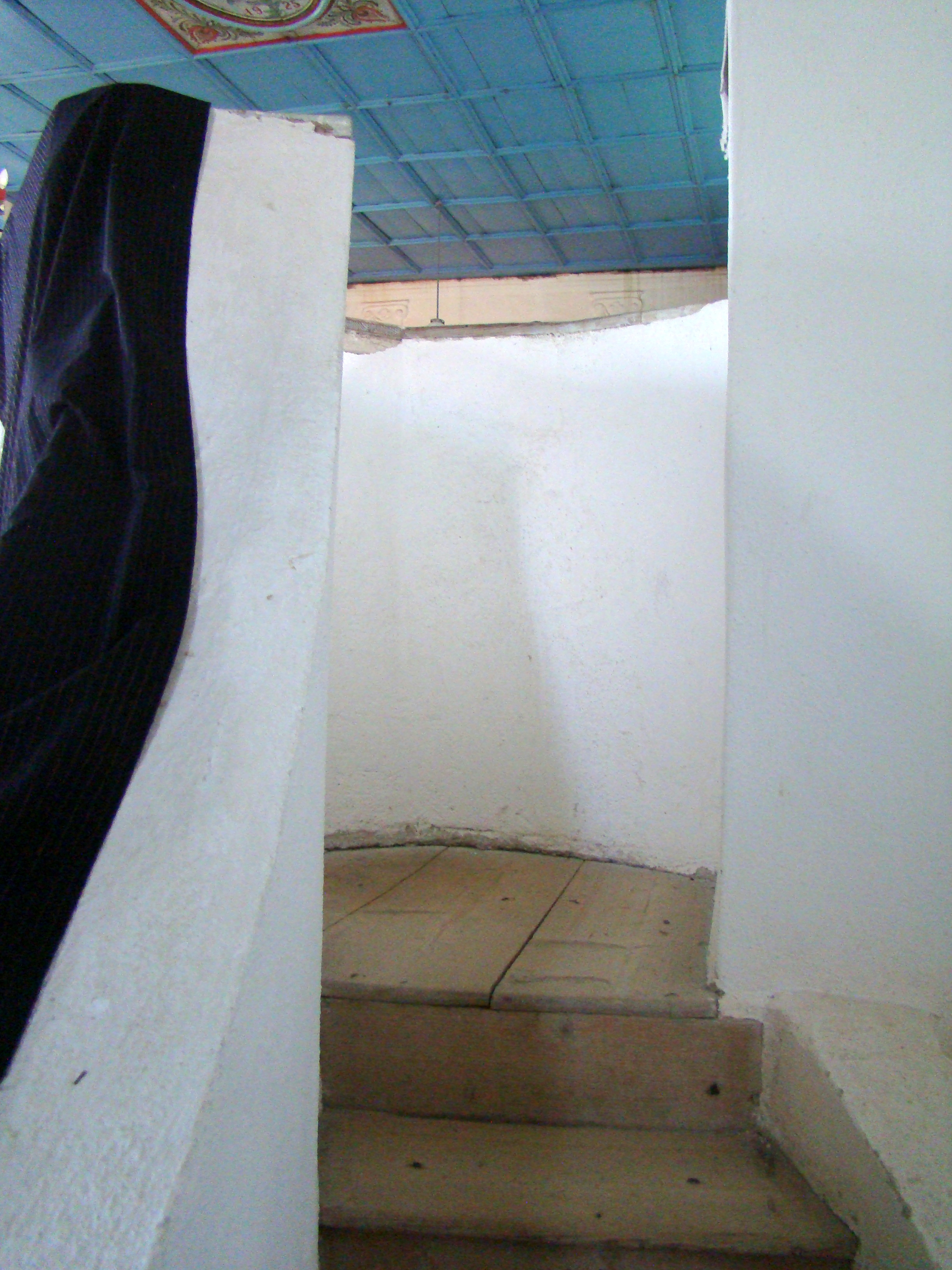